# Sinazo Mcatshulwa
Pas d'image ? Cliquez ici

b Matchs officiels uniquement.
Sinazo Mcatshulwa est une joueuse internationale de rugby à XV sud-africaine née le 24 décembre 1996, évoluant au poste de deuxième ligne.

## Biographie
Sinazo Mcatshulwa naît le 24 décembre 1996. En 2022 elle joue pour le club de Westerne Province du Cap. Elle a déjà 15 sélections en équipe nationale quand elle est retenue en septembre 2022 pour disputer sous les couleurs de son pays la Coupe du monde de rugby à XV en Nouvelle-Zélande.